# KTSV Winterthur
Der KTSV Winterthur (ausgeschrieben Katholischer Turn- und Sportverein Winterthur) ist ein Schweizer Badmintonverein aus Winterthur. Als eine der vielen Katholischen Turn- und Sportvereine betrieb er in der Vergangenheit verschiedene Sportarten und war früher Mitglied der Feldhandball-Nationalliga B.

## Geschichte
Seine Wurzeln hat der KTSV in der 1903 gegründeten Katholische Jünglingssektion St. Peter und Paul (benannt nach der gleichnamigen katholischen Pfarrkirche St. Peter und Paul), wobei der erste Vereinsname dieser katholischen Jünglingssektion nirgends verbrieft wurde. Zwischen 1916 und 1932 wurde der Verein von Konrad Müller und Hans Wiesli senior geprägt, die auch eine Altersriege gründeten, die später in Männerriege umbenannt wurde. Ebenfalls waren sie massgeblich an der Gründung des nationalen Dachverbands SKTSV beteiligt.
In den 1940er- und 1950er-Jahren fungierte der Verein unter dem Namen Turnverein St. Peter und Paul und betätigte sich in einer Vielzahl von Sportarten aus den Bereichen Leichtathletik, Kunst- und Nationalturnen sowie Orientierungslauf. Ab 1948 gab es Bestrebungen, sich von der katholischen Jungmannschaft St. Peter und Paul zu lösen, diese Bestrebungen mündeten schliesslich am 10. Februar 1950 in der Gründung des Katholischen Turnvereins Winterthur.
Mit dem Aufkommen des Handballfiebers wurde innerhalb des KTV Winterthurs 1954 eine Handballsektion gegründet, die bald das Sportgeschehen innerhalb des Vereins dominierte. Der Verein war mit seinem Fanionteam 1966 Teilnehmer an der Nationalliga B im Feldhandball, stieg dort jedoch nach einer Saison wieder punktelos ab und betrieb eine eigene Handball-Jugendriege. Das schnelle Wachstum auf bis zu drei Aktivmannschaften und einer Handball-Jugendabteilung und die 1968 erfolgte Einführung des Kleinfeldhandballs waren zu viel jedoch für den kleinen Verein und führten wieder zum sportlichen Abstieg und Verkleinerung des Vereins, sodass die Handballabteilung im Jubiläumsjahr 1978 nur noch 25 Mitglieder umfasste.
Im neuen Jahrtausend ist der Verein hauptsächlich als Breitensportverein im Badminton tätig und zählt rund 50 Mitglieder.